# Pršljenasti Salamunov pečat
Pršljenasti Salamunov pečat  (pršljenasta stojka; lat. Polygonatum verticillatum), trajnica iz porodice šparogovki. Raširena je po velikim dijelovima Europe, uključujući i Hrvatsku i dijelovima Azije, od Afganistana i Pakistana do Kine.
Običnio raste po vlažnim hranjivim tlima, obično po šumovitim klisurama i na šumovitim obalama rijeka.
- Biljka
- Biljka
- Cvjetovi